# تریتاو
تریتاو (به آلمانی: Trittau) یک شهر در آلمان است که در شتورمارن واقع شده‌است. تریتاو ۷٬۶۳۱ نفر جمعیت دارد.

## خواهرخوانده
شهر گادبوش خواهرخواندهٔ تریتاو هست.